# Laupen (district)
Het district Laupen in het kanton Bern met als hoofdplaats Laupen omvat 11 gemeenten met een totale oppervlakte van 88 km²:
| Gemeentenaam   | Inwoners (1,1.2005) | Oppervlakte (km²) |
| -------------- | ------------------- | ----------------- |
| Clavaleyres    | 54                  | 1,0               |
| Ferenbalm      | 1293                | 9,2               |
| Frauenkappelen | 1280                | 9,3               |
| Golaten        | 300                 | 2,8               |
| Gurbrü         | 255                 | 1,8               |
| Kriechenwil    | 399                 | 4,8               |
| Laupen         | 2715                | 4,1               |
| Mühleberg      | 2703                | 26,3              |
| Münchenwiler   | 417                 | 2,5               |
| Neuenegg       | 4521                | 22,0              |
| Wileroltigen   | 417                 | 4,1               |

Aarberg · Aarwangen · Bern · Biel · Büren · Burgdorf · Courtelary · Erlach · Fraubrunnen · Frutigen · Interlaken · Konolfingen · Laupen · Moutier · La Neuveville · Nidau · Niedersimmental · Oberhasli · Obersimmental · Saanen · Schwarzenburg · Seftigen · Signau · Thun · Trachselwald · Wangen